# الجاسوسات (مسلسل)
الجاسوسات (بالإنجليزية: Totally Spies!) هو مسلسل رسوم متحركة أنتجته شركة الكرتون الفرنسية زودياك كيدز في عام 2001 وبالتعاون مع شركة إيمج إنترتينمنت، التي شاركت في انتاج المواسم من 3 إلى 5، وأُنتج الجزء السادس، في عام 2013. و السابع في 2024،  تم إنتاج فيلم في فرنسا بث في 22 يوليو 2008

## قصة المسلسل
الجاسوسات هن ثلاث فتيات في الثانوية أصبحن عميلات سريَّات دون قصد من هنّ، وعليهن الجمع بين أداء الواجبات والمذاكرة والالتزام الدراسي، ومهامهن كجاسوسات يحاربن الشر ويحاولن إنقاذ العالم.
الفتيات الثلاثة «أليكس» و«كلوفر» و«سام» أصبحن عميلات مثاليات يتتبعن الشر مع التوأم «تيري» و«جيري»، ويتحرّرن من وصاية «ووب»، ويدْعَمْن «لاموس» ضده، وها هو «ديفيد» يعود أكثر عنفًا وشراسة مما كان عليه في الأجزاء السابقة.

## الشخصيات

### سام
- لون العينين: أخضر
- لون البشرة: أبيض
- لون الشعر: برتقالي
- مقياس الشعر: طويل
- صفاتها: قوية وهي ذكية وتحب الدراسة والاكتشاف.
- اسم والدتها: غابي (اختصار غابرييال).

### كلوفر
- لون العينين: أزرق.
- لون البشرة: أبيض.
- لون الشعر: أصفر.
- مقياس الشعر: قصير.
- اسم والدتها: ستيلا.
- صفاتها: تحب أن تكون محط لأنظار الجميع وخصوصًا الشبان. هي وماندي تغاران من بعضهما البعض. ودائمًا ما يتشاجران. تكره مهمات جيري. وهي تحب نفسها وصديقاتها بينما لا تحب أن تدرس، وهى مدمنة للتسوق وتحب الشهرة.

### أليكس
- لون العينين: عسلي.
- لون البشرة: أسمر.
- لون الشعر: أسود.
- مقياس الشعر: قصير.
- اسم والدتها: كارمن.
- صفاتها: طفولية ولكن قوية جدًا وتحب أدوات جيري ودائمًا ما تحاول تهدئة سام وكلوفر عن المشاجرة وسرعان ما يتصالحان، وهي تحب سام وكلوفر. وكتومة ولها سلحفاة صغيرة منذ صغرها.

### جيري
- لون العينين: أسود
- لون البشرة: أبيض
- لون الشعر: أبيض
- مقياس الشعر: أصلع
- صفاته: صاحب المهمات دائمًا يأخذ الجاسوسات بطرق الجرف. وهو قوي جدًا وذكي وعطوف.

### ماندي
- لون العينين: بنفسجي
- لون البشرة: أبيض
- لون الشعر: أسود
- مقياس الشعر: طويل
- صفاتها: دائمًا ما تحب مشاجرة كلوفر وترغب في أن تقهر الجاسوسات. سام الوحيدة التي لا تقلل عقلها من أجلها. وهي متعجرفة ومبذرة للأموال. جلّ ماتهتم به هو شكلها.

### داني
- لون العيون: بني
- لون الشعر: بني
- لون البشرة: حنطية
- مقياس الشعر: قصة قصيرة
- صفاته: وسيم وذكي ورياضي، محط أنظار الفتيات خاصة أليكس وماندي، لكنه لا يهتم لإعجابهن ويعاملهن كزميلات دراسة فقط.

## الأصوات العربية
- سام - رانيا مروة (الموسم 1-2)
- أسمهان بيطار - كلوفر (الموسم 1-2)، ماندي (الموسم 6)، أصوات إضافية
- جمانة الزنجي - أليكس (الموسم 1-2)
- رانا الرفاعي - كلوفر (الموسم 6)
- نسرين مسعود - أليكس (الموسم 6)

## روابط خارجية
- الجاسوسات على موقع IMDb (الإنجليزية)
- الجاسوسات على موقع روتن توميتوز (الإنجليزية)
- الجاسوسات على موقع نتفليكس (الإنجليزية)
- الجاسوسات على موقع قاعدة بيانات الأفلام العربية
- الجاسوسات على موقع فيلمافينيتي (الإسبانية)
- الجاسوسات على موقع كينوبويسك (الروسية)
- الجاسوسات على موقع ألو سيني (الفرنسية)
- الجاسوسات على موقع قاعدة بيانات الفيلم (الإنجليزية)